# سيرجيو زانتي
سيرجيو زانتي (بالإسبانية: Sergio Zanetti)‏ هو لاعب كرة قدم أرجنتيني، ولد في 22 نوفمبر 1967 في أفيانيدا في الأرجنتين. لعب مع تاليريس وديبورتيفو إسبانول ونادي بيلينزونا ونادي راسينغ ونادي كريمونيسي ونادي لوكارنو.

## وصلات خارجية
- سيرجيو زانتي على موقع قاعدة بيانات كرة القدم.إي يو (الإنجليزية)